# Giulești
Giulești – wieś w Rumunii, w okręgu Marmarosz, w gminie Giulești. W 2011 roku liczyła 1088 mieszkańców.